# 윌리엄 S. 하니

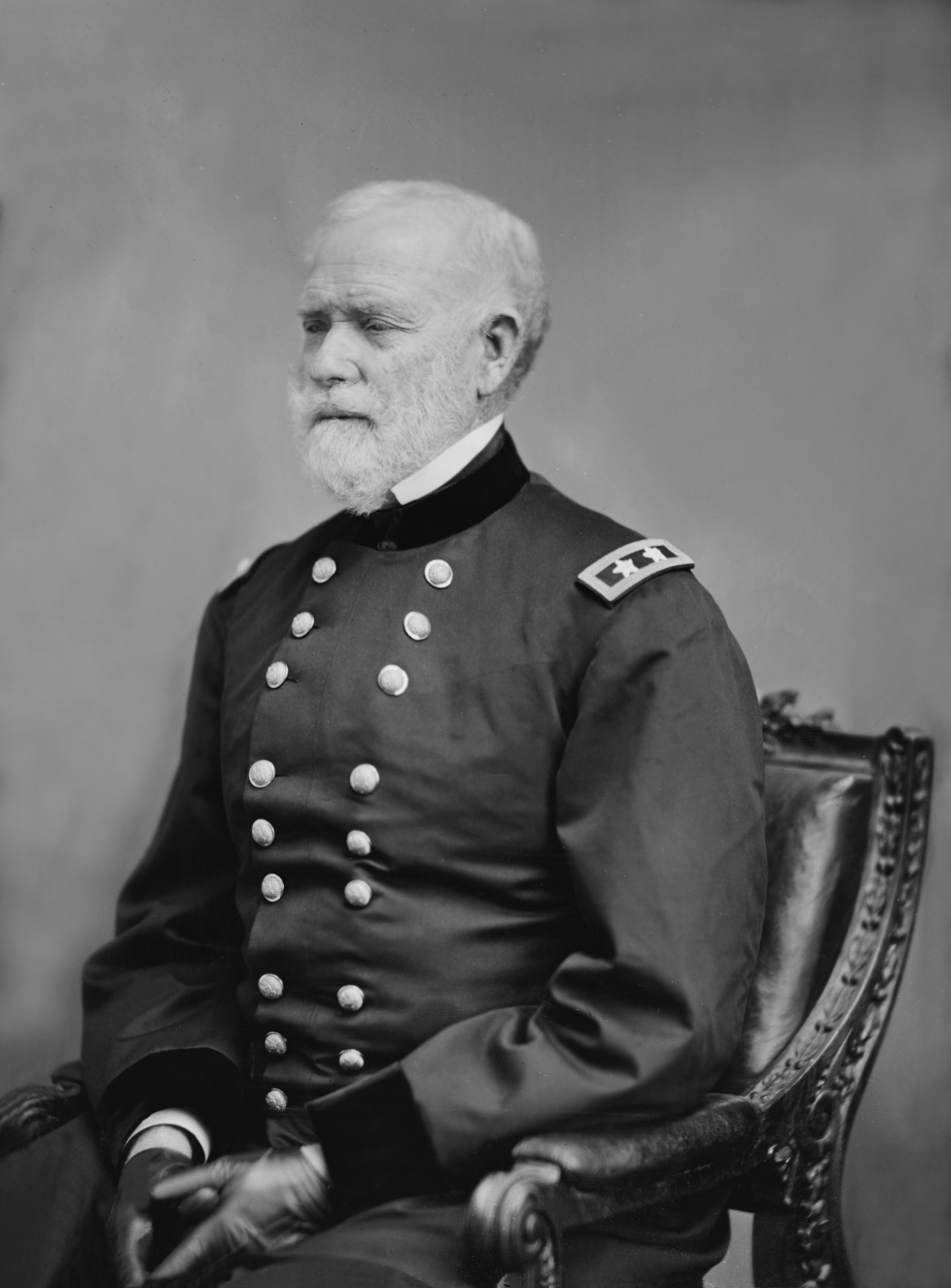

윌리엄 쉘비 하니(William Selby Harney, 1800년 8월 22일 1889년 5월 9일)은 미국 멕시코 전쟁과 미국 인디언 전쟁 기간에 미합중국 포병대를 이끈 장교이다. 그는 오늘 날 테네시주 네슈빌에서 태어났지만, 당시에는 해이스버로로 알려져 있었다.

## 유년기
윌리엄 하나의 군 경력은 그의 형제 벤자민 F. 하니 박사에 의해 시작되었다. 그는 당시 루이지애나주 배턴루지의 군 외과의사였다. 그는 1812년 전쟁의 영웅이자 당시 남부군 사령관이었던 앤드루 잭슨에게 해군 장관에게 하니의 해군 입대를 청원하는 편지를 써 달라고 요청했다. 그리고 잭은 1817년 7월 23일 편지를 썼다. 하니는 그의 형을 방문하여 고위직 군 장교를 만났다. 하니는 그들에게 깊은 인상을 남겼으며, 그들은 하니를 해군 소위로 배치하고 당시 대통령이었던 제임스 먼로의 사인을 받았다.